# Варсту
Варсту (ест. Varstu) — сільське селище (ест. alevik) в Естонії. Адміністративний центр однойменної волості у повіті Вирумаа.